# 2022년 8월
| 2022년: 1월 · 2월 · 3월 · 4월 · 5월 · 6월 · 7월 · 8월 · 9월 · 10월 · 11월 · 12월 |

| \| 2022년 8월 1일 (월요일) \| \| 편집 \| |  |      |
| 보건과 환경 - 코로나19 범유행 - 대한민국의 0시 기준 누적 확진자 수가 19,820,739명으로 집계되었다. 전날 0시 대비 44,689명(국내 44,253, 해외유입 436)이 늘었다. |  |      |
| 2022년 8월 1일 (월요일) |  | 편집 |

| 2022년 8월 1일 (월요일) |  | 편집 |

| \| 2022년 8월 2일 (화요일) \| \| 편집 \| |  |      |
| 국제 관계 - 미국의 권력 서열 3위인 낸시 펠로시 하원 의장이 중화민국을 방문하였다. 방문과 관련하여 중화인민공화국의 비행기 격추 위협 발언이 있었으나, 실제 이루어지지는 않았다. 펠로시 하원 의장은 전용기편으로 타이베이 쑹산 공항에 착륙·도착하였으며, 다음 날인 3일 오전 차이잉원 총통을 만날 예정이다. 아시아 순방 중인 펠로시 의장은 8월 1일 싱가포르에서 리셴룽 총리, 2일 말레이시아 이스마일 사브리 야콥 총리와 각각 만났다. 중화민국 방문 이후에는 대한민국과 일본을 방문할 예정으로 알려졌다. 보건과 환경 - 코로나19 범유행 - 대한민국의 0시 기준 누적 확진자 수가 19,932,439명으로 집계되었다. 전날 0시 대비 111,789명(국내 111,221, 해외유입 568)이 늘었다. 누계가 일부 정정(-89)되었다. |  |      |
| 2022년 8월 2일 (화요일) |  | 편집 |

| 2022년 8월 2일 (화요일) |  | 편집 |

| \| 2022년 8월 3일 (수요일) \| \| 편집 \| |  |      |
| 보건과 환경 - 코로나19 범유행 - 대한민국의 0시 기준 누적 확진자 수가 20,052,305명으로 집계되었다. 전날 0시 대비 119,922명(국내 119,322, 해외유입 600)이 늘었다. 누계가 일부 정정(-56)되었다. |  |      |
| 2022년 8월 3일 (수요일) |  | 편집 |

| 2022년 8월 3일 (수요일) |  | 편집 |

| \| 2022년 8월 4일 (목요일) \| \| 편집 \| |  |      |
| 과학과 기술 - 대한민국의 첫 달 궤도선인 다누리가 케이프커내버럴 공군기지에서 팰컨 9으로 발사(한국 시각 8월 5일 오전 8시 8분경)되었다. 발사 초기 과정이 순조롭게 진행됐으며, 이후 달 궤도 진입까지 약 5개월이 걸릴 것으로 알려졌다. 보건과 환경 - 코로나19 범유행 - 대한민국의 0시 기준 누적 확진자 수가 20,160,154명으로 집계되었다. 전날 0시 대비 107,894명(국내 107,459, 해외유입 435)이 늘었다. 누계가 일부 정정(-45)되었다. |  |      |
| 2022년 8월 4일 (목요일) |  | 편집 |

| 2022년 8월 4일 (목요일) |  | 편집 |

| \| 2022년 8월 5일 (금요일) \| \| 편집 \| |  |      |
| 보건과 환경 - 코로나19 범유행 - 대한민국의 0시 기준 누적 확진자 수가 20,273,011명으로 집계되었다. 전날 0시 대비 112,901명(국내 112,404, 해외유입 497)이 늘었다. 누계가 일부 정정(-44)되었다. |  |      |
| 2022년 8월 5일 (금요일) |  | 편집 |

| 2022년 8월 5일 (금요일) |  | 편집 |

| \| 2022년 8월 6일 (토요일) \| \| 편집 \| |  |      |
| 보건과 환경 - 코로나19 범유행 - 대한민국의 0시 기준 누적 확진자 수가 20,383,621명으로 집계되었다. 전날 0시 대비 110,666명(국내 110,093, 해외유입 573)이 늘었다. 누계가 일부 정정(-56)되었다. |  |      |
| 2022년 8월 6일 (토요일) |  | 편집 |

| 2022년 8월 6일 (토요일) |  | 편집 |

| \| 2022년 8월 7일 (일요일) \| \| 편집 \| |  |      |
| 보건과 환경 - 코로나19 범유행 - 대한민국의 0시 기준 누적 확진자 수가 20,489,128명으로 집계되었다. 전날 0시 대비 105,507명(국내 105,023, 해외유입 484)이 늘었다. 정치와 선거 - 콜롬비아의 대통령: 콜롬비아의 대통령에 구스타보 페트로가 취임하였다. 페트로 대통령은 5월(1차 투표)과 6월(결선 투표) 치러진 대선 결과 50.42%의 득표율로 대통령에 당선되었다. |  |      |
| 2022년 8월 7일 (일요일) |  | 편집 |

| 2022년 8월 7일 (일요일) |  | 편집 |

| \| 2022년 8월 8일 (월요일) \| \| 편집 \| |  |      |
| 보건과 환경 - 코로나19 범유행 - 대한민국의 0시 기준 누적 확진자 수가 20,544,420명으로 집계되었다. 전날 0시 대비 55,292명(국내 54,810, 해외유입 482)이 늘었다. |  |      |
| 2022년 8월 8일 (월요일) |  | 편집 |

| 2022년 8월 8일 (월요일) |  | 편집 |

| \| 2022년 8월 9일 (화요일) \| \| 편집 \| |  |      |
| 보건과 환경 - 코로나19 범유행 - 대한민국의 0시 기준 누적 확진자 수가 20,694,239명으로 집계되었다. 전날 0시 대비 149,897명(국내 149,309, 해외유입 588)이 늘었다. 사고와 재해 - 2022년 한국 중부 집중호우: 서울·인천·경기 등 수도권과 강원 일대에 하루 100~500㎜ 이상(서울 동작구 525mm)의 집중호우가 내려 16명이 사망 또는 실종되고 곳곳에서 도로와 주택, 차량이 침수되는 피해가 발생했다. 정치 - 8월 9일 국민의힘 전국위원회에서 주호영 비상대책위원회를 출범시켜 이준석이 대표직을 잃었다. 이준석은 10일 오전 법적 대응하였다. |  |      |
| 2022년 8월 9일 (화요일) |  | 편집 |

| 2022년 8월 9일 (화요일) |  | 편집 |

| \| 2022년 8월 10일 (수요일) \| \| 편집 \| |  |      |
| 보건과 환경 - 코로나19 범유행 - 대한민국의 0시 기준 누적 확진자 수가 20,845,973명으로 집계되었다. 전날 0시 대비 151,792명(국내 151,177, 해외유입 615)이 늘었다. 사회 - 대한민국의 진실화해위원회가 휴전 후 황해도에서 북파공작원에 의해 남한으로 납치된 김주삼씨의 납치 피해 사실을 인정해 김주삼씨가 최초로 공인된 납남자가 되었다. |  |      |
| 2022년 8월 10일 (수요일) |  | 편집 |

| 2022년 8월 10일 (수요일) |  | 편집 |

| \| 2022년 8월 11일 (목요일) \| \| 편집 \| |  |      |
| 보건과 환경 - 코로나19 범유행 - 대한민국의 0시 기준 누적 확진자 수가 20,983,169명으로 집계되었다. 전날 0시 대비 137,241명(국내 136,719, 해외유입 522)이 늘었다. 누계가 일부 정정(-45)되었다. |  |      |
| 2022년 8월 11일 (목요일) |  | 편집 |

| 2022년 8월 11일 (목요일) |  | 편집 |

| \| 2022년 8월 12일 (금요일) \| \| 편집 \| |  |      |
| 보건과 환경 - 코로나19 범유행 - 대한민국의 0시 기준 누적 확진자 수가 21,111,840명으로 집계되었다. 전날 0시 대비 128,714명(국내 128,250, 해외유입 464)이 늘었다. 누계가 일부 정정(-43)되었다. |  |      |
| 2022년 8월 12일 (금요일) |  | 편집 |

| 2022년 8월 12일 (금요일) |  | 편집 |

| \| 2022년 8월 13일 (토요일) \| \| 편집 \| |  |      |
| 보건과 환경 - 코로나19 범유행 - 대한민국의 0시 기준 누적 확진자 수가 21,236,355명으로 집계되었다. 전날 0시 대비 124,592명(국내 124,112, 해외유입 480)이 늘었다. 누계가 일부 정정(-77)되었다. |  |      |
| 2022년 8월 13일 (토요일) |  | 편집 |

| 2022년 8월 13일 (토요일) |  | 편집 |

| \| 2022년 8월 14일 (일요일) \| \| 편집 \| |  |      |
| 보건과 환경 - 코로나19 범유행 - 대한민국의 0시 기준 누적 확진자 수가 21,355,958명으로 집계되었다. 전날 0시 대비 119,603명(국내 119,143, 해외유입 460)이 늘었다. |  |      |
| 2022년 8월 14일 (일요일) |  | 편집 |

| 2022년 8월 14일 (일요일) |  | 편집 |

| \| 2022년 8월 15일 (월요일) \| \| 편집 \| |  |      |
| 보건과 환경 - 코로나19 범유행 - 대한민국의 0시 기준 누적 확진자 수가 21,418,036명으로 집계되었다. 전날 0시 대비 62,078명(국내 61,682, 해외유입 396)이 늘었다. |  |      |
| 2022년 8월 15일 (월요일) |  | 편집 |

| 2022년 8월 15일 (월요일) |  | 편집 |

| \| 2022년 8월 16일 (화요일) \| \| 편집 \| |  |      |
| 보건과 환경 - 코로나19 범유행 - 대한민국의 0시 기준 누적 확진자 수가 21,502,164명으로 집계되었다. 전날 0시 대비 84,128명(국내 83,665, 해외유입 463)이 늘었다. |  |      |
| 2022년 8월 16일 (화요일) |  | 편집 |

| 2022년 8월 16일 (화요일) |  | 편집 |

| \| 2022년 8월 17일 (수요일) \| \| 편집 \| |  |      |
| 보건과 환경 - 코로나19 범유행 - 대한민국의 0시 기준 누적 확진자 수가 21,682,816명으로 집계되었다. 전날 0시 대비 180,803명(국내 180,236, 해외유입 567)이 늘었다. 누계가 일부 정정(-151)되었다. |  |      |
| 2022년 8월 17일 (수요일) |  | 편집 |

| 2022년 8월 17일 (수요일) |  | 편집 |

| \| 2022년 8월 18일 (목요일) \| \| 편집 \| |  |      |
| 보건과 환경 - 코로나19 범유행 - 대한민국의 0시 기준 누적 확진자 수가 21,861,296명으로 집계되었다. 전날 0시 대비 178,574명(국내 177,941, 해외유입 633)이 늘었다. 누계가 일부 정정(-94)되었다. |  |      |
| 2022년 8월 18일 (목요일) |  | 편집 |

| 2022년 8월 18일 (목요일) |  | 편집 |

| \| 2022년 8월 19일 (금요일) \| \| 편집 \| |  |      |
| 보건과 환경 - 코로나19 범유행 - 대한민국의 0시 기준 누적 확진자 수가 22,000,037명으로 집계되었다. 전날 0시 대비 138,812명(국내 138,347, 해외유입 465)이 늘었다. 누계가 일부 정정(-71)되었다. |  |      |
| 2022년 8월 19일 (금요일) |  | 편집 |

| 2022년 8월 19일 (금요일) |  | 편집 |

| \| 2022년 8월 20일 (토요일) \| \| 편집 \| |  |      |
| 보건과 환경 - 코로나19 범유행 - 대한민국의 0시 기준 누적 확진자 수가 22,129,387명으로 집계되었다. 전날 0시 대비 129,411명(국내 128,919, 해외유입 492)이 늘었다. 누계가 일부 정정(-61)되었다. |  |      |
| 2022년 8월 20일 (토요일) |  | 편집 |

| 2022년 8월 20일 (토요일) |  | 편집 |

| \| 2022년 8월 21일 (일요일) \| \| 편집 \| |  |      |
| 보건과 환경 - 코로나19 범유행 - 대한민국의 0시 기준 누적 확진자 수가 22,240,331명으로 집계되었다. 전날 0시 대비 110,944명(국내 110,548, 해외유입 396)이 늘었다. |  |      |
| 2022년 8월 21일 (일요일) |  | 편집 |

| 2022년 8월 21일 (일요일) |  | 편집 |

| \| 2022년 8월 22일 (월요일) \| \| 편집 \| |  |      |
| 보건과 환경 - 코로나19 범유행 - 대한민국의 0시 기준 누적 확진자 수가 22,299,377명으로 집계되었다. 전날 0시 대비 59,046명(국내 58,640, 해외유입 406)이 늘었다. |  |      |
| 2022년 8월 22일 (월요일) |  | 편집 |

| 2022년 8월 22일 (월요일) |  | 편집 |

| \| 2022년 8월 23일 (화요일) \| \| 편집 \| |  |      |
| 보건과 환경 - 코로나19 범유행 - 대한민국의 0시 기준 누적 확진자 수가 22,449,475명으로 집계되었다. 전날 0시 대비 150,258명(국내 149,754, 해외유입 504)이 늘었다. 누계가 일부 정정(-160)되었다. |  |      |
| 2022년 8월 23일 (화요일) |  | 편집 |

| 2022년 8월 23일 (화요일) |  | 편집 |

| \| 2022년 8월 24일 (수요일) \| \| 편집 \| |  |      |
| 보건과 환경 - 코로나19 범유행 - 대한민국의 0시 기준 누적 확진자 수가 22,588,640명으로 집계되었다. 전날 0시 대비 139,339명(국내 138,883, 해외유입 456)이 늘었다. 누계가 일부 정정(-174)되었다. |  |      |
| 2022년 8월 24일 (수요일) |  | 편집 |

| 2022년 8월 24일 (수요일) |  | 편집 |

| \| 2022년 8월 25일 (목요일) \| \| 편집 \| |  |      |
| 경제와 비즈니스 - 한국은행 기준금리: 한국은행(한은)이 금융통화위원회(금통위)를 열고, 기준금리를 0.25%p 인상 결정하였다. 이에 따라 기준금리는 종전 2.25%에서 2.50%가 되었다. - 지난 4월, 5월 그리고 7월에 이은 인상으로, 네 차례 연속 인상은 사상 처음이다. 이창용 한은총재는 인플레이션과 관련하여 금리 인상 기조가 이어지는 것이 바람직하다고 밝혔다. - 이번 인상으로 한은금리와 미국 연준 금리(2.25%~2.50%, 7월 27일 인상)와 같아졌다. 그러나 금리 인상 기조의 연준 연방공개시장위원회(FOMC) 회의가 9월에, 한은의 다음 회의는 10월에 예정되어 있기 때문에, 별도의 긴급회의를 통한 금리 인상이 없다면, 한미 기준 금리는 다시 역전할 것으로 전망되었다. 보건과 환경 - 코로나19 범유행 - 대한민국의 0시 기준 누적 확진자 수가 22,701,921명으로 집계되었다. 전날 0시 대비 113,371명(국내 113,002, 해외유입 369)이 늘었다. 누계가 일부 정정(-90)되었다. 사고와 재해 - 파키스탄에서 일어난 홍수로 국토의 약 3분의 1이 침수되었고 1,100명 이상의 주민이 사망하고, 70만 마리 이상의 가축이 죽었다. |  |      |
| 2022년 8월 25일 (목요일) |  | 편집 |

| 2022년 8월 25일 (목요일) |  | 편집 |

| \| 2022년 8월 26일 (금요일) \| \| 편집 \| |  |      |
| 보건과 환경 - 코로나19 범유행 - 대한민국의 0시 기준 누적 확진자 수가 22,802,985명으로 집계되었다. 전날 0시 대비 101,140명(국내 100,782, 해외유입 358)이 늘었다. 누계가 일부 정정(-76)되었다. 정치 - 국민의힘 갈등 - 이준석 전 국민의힘 대표가 국민의힘과 주호영 비상대책위원장을 상대로 낸 가처분이 주호영에 대한 부분만 일부 인용되어 비상대책위원장직이 정지되었다. |  |      |
| 2022년 8월 26일 (금요일) |  | 편집 |

| 2022년 8월 26일 (금요일) |  | 편집 |

| \| 2022년 8월 27일 (토요일) \| \| 편집 \| |  |      |
| 보건과 환경 - 코로나19 범유행 - 대한민국의 0시 기준 누적 확진자 수가 22,898,523명으로 집계되었다. 전날 0시 대비 95,604명(국내 95,206, 해외유입 398)이 늘었다. 누계가 일부 정정(-66)되었다. |  |      |
| 2022년 8월 27일 (토요일) |  | 편집 |

| 2022년 8월 27일 (토요일) |  | 편집 |

| \| 2022년 8월 28일 (일요일) \| \| 편집 \| |  |      |
| 보건과 환경 - 코로나19 범유행 - 대한민국의 0시 기준 누적 확진자 수가 22,983,818명으로 집계되었다. 전날 0시 대비 85,295명(국내 84,932, 해외유입 363)이 늘었다. 정치와 선거 - 더불어민주당 제5차 전당대회: 더불어민주당의 당대표에 이재명 의원이 선출되고, 최고위원으로는 득표 순서대로 정청래, 고민정, 박찬대, 서영교, 장경태 의원이 선출되었다. 신임 지도부가 선출되면서 우상호 비상대책위원장을 중심으로한 두 달여 간의 비대위 체제가 끝났다. |  |      |
| 2022년 8월 28일 (일요일) |  | 편집 |

| 2022년 8월 28일 (일요일) |  | 편집 |

| \| 2022년 8월 29일 (월요일) \| \| 편집 \| |  |      |
| 보건과 환경 - 코로나19 범유행 - 대한민국의 0시 기준 누적 확진자 수가 23,026,960명으로 집계되었다. 전날 0시 대비 43,142명(국내 42,782, 해외유입 360)이 늘었다. |  |      |
| 2022년 8월 29일 (월요일) |  | 편집 |

| 2022년 8월 29일 (월요일) |  | 편집 |

| \| 2022년 8월 30일 (화요일) \| \| 편집 \| |  |      |
| 보건과 환경 - 코로나19 범유행 - 대한민국의 0시 기준 누적 확진자 수가 23,142,479명으로 집계되었다. 전날 0시 대비 115,638명(국내 115,258, 해외유입 380)이 늘었다. 누계가 일부 정정(-119)되었다. 정치와 선거 - 소련의 마지막 지도자 미하일 고르바초프가 숨졌다. |  |      |
| 2022년 8월 30일 (화요일) |  | 편집 |

| 2022년 8월 30일 (화요일) |  | 편집 |

| \| 2022년 8월 31일 (수요일) \| \| 편집 \| |  |      |
| 보건과 환경 - 코로나19 범유행 - 대한민국의 0시 기준 누적 확진자 수가 23,246,398명으로 집계되었다. 전날 0시 대비 103,961명(국내 103,503, 해외유입 458)이 늘었다. 누계가 일부 정정(-42)되었다. |  |      |
| 2022년 8월 31일 (수요일) |  | 편집 |

| 2022년 8월 31일 (수요일) |  | 편집 |

| <          | 2022년 8월 | 2022년 8월 | 2022년 8월 | 2022년 8월 | 2022년 8월 | >           |
| 일         | 월         | 화         | 수         | 목         | 금         | 토          |
|            | 1 7.4 병술 | 2 5 정해   | 3 6 무자   | 4 7 기축   | 5 8 경인   | 6 9 신묘    |
| 7 10 임진  | 8 11 계사  | 9 12 갑오  | 10 13 을미 | 11 14 병신 | 12 15 정유 | 13 16 무술  |
| 14 17 기해 | 15 18 경자 | 16 19 신축 | 17 20 임인 | 18 21 계묘 | 19 22 갑진 | 20 23 을사  |
| 21 24 병오 | 22 25 정미 | 23 26 무신 | 24 27 기유 | 25 28 경술 | 26 29 신해 | 27 8.1 임자 |
| 28 2 계축  | 29 3 갑인  | 30 4 을묘  | 31 5 병진  |            |            |             |

| - 2022년 - 7월 - 8월 - 9월 편집하기 |